# 펜테실레이아

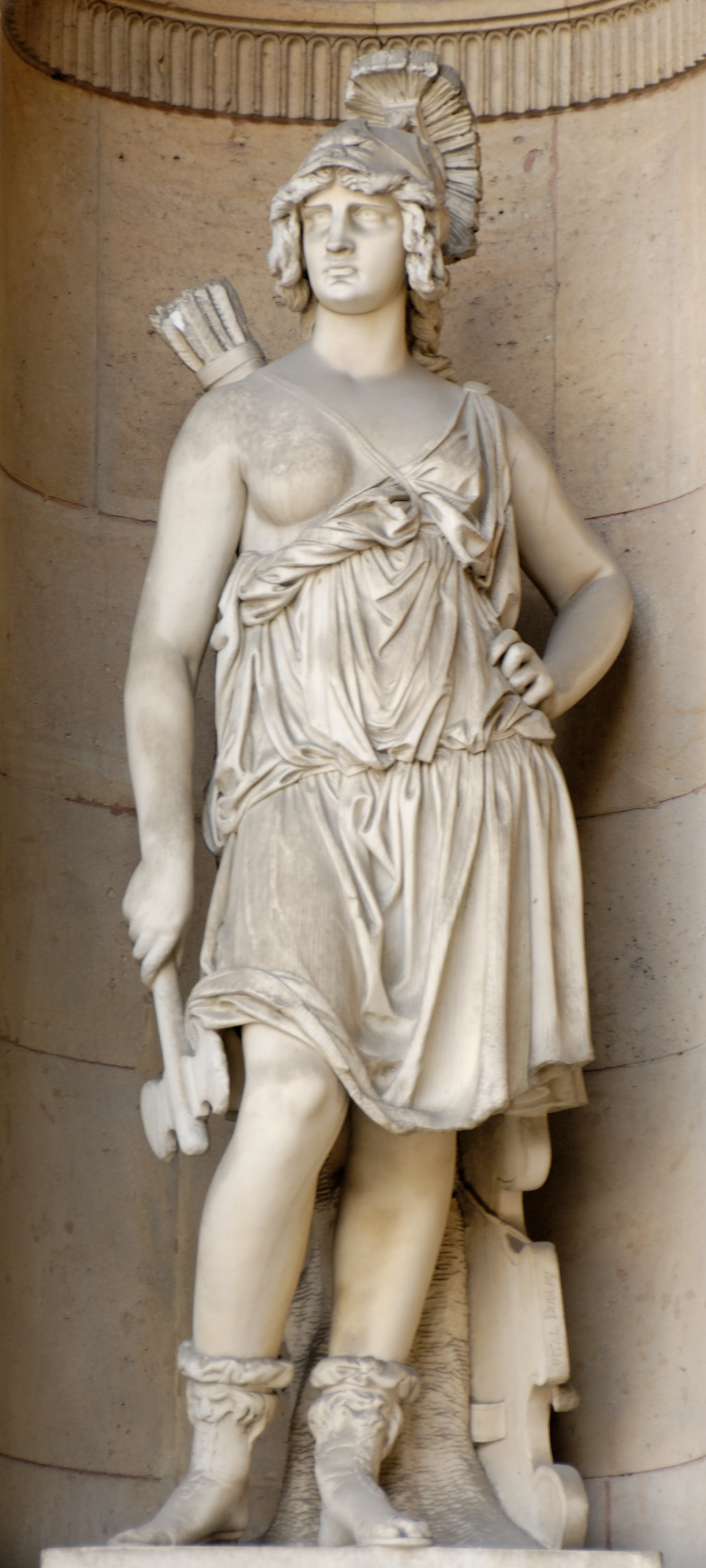

펜테실레이아(그리스어: Πενθεσίλεια)는 그리스 신화에 등장하는 아마존의 여왕으로, 군신(軍神) 아레스의 딸이다.

## 생애
트로이의 장군 헥토르가 그리스의 아킬레우스에게 죽었지만 트로이는 끝까지 그리스에 항전했고, 아마존과 에티오피아 등 트로이의 동맹국들은 트로이를 지원했으며, 아마존의 여왕인 펜테실레이아도 에티오페아의 왕 멤논과 함께 트로이 전쟁에 참가하였다. 그녀는 아주 용맹하여 수많은 그리스 군사들과 장수들을 무찔렀지만 결국 그녀도 아킬레우스의 창에 맞아 쓰러졌다. 아킬레우스는 전사한 펜테실레이아의 투구를 벗겨 그녀의 얼굴을 보았고, 그녀의 젊고 우아한 미모와 용기에 반해 그녀를 죽게 한 것을 크게 후회하고 아까워하며 애도하였다고 한다. 아킬레우스는 펜테실레이아의 시신을 정중하게 장례를 치르고 무덤에 안장하였다. 그녀는 12명의 여전사들과 함께 싸웠고, 12명의 여전사들의 이름은 클로니아, 폴레무사, 데리노에, 에반드라, 안탄드라, 브레무사, 히포토아, 하르모토아, 알시비아, 데르마케아, 안티브로타, 테르모도사이다.